# 강광배
강광배(姜光倍, 1973년 7월 29일~)는 대한민국의 썰매(루지, 스켈레톤, 봅슬레이) 선수이자, 현재는 한국체육대학교의 교수 겸 썰매부의 감독이다.
그는 전 세계를 통틀어 동계 올림픽 사상 최초로 모든 썰매 종목(루지, 스켈레톤, 봅슬레이)에 출전했던 선수로, 썰매의 불모지였던 대한민국에서 썰매 종목의 개척자로 알려져 있다. 당시 열악했던 여건 속에서 이용, 이기로와 함께 대한민국 썰매계를 지탱했던 선수였다. 2010년 동계 올림픽이 끝나고 현역에서 은퇴한 그는 국제 봅슬레이 스켈레톤 연맹의 부회장으로 선출되어 행정가로 활동했으며, 2012년 9월에 한국체육대학교의 교수로 정식 임용됐다.

## 대학 시절
1991년에 한일고등학교를 졸업하고 전주대학교 체육학과에 입학한 그는 당시 갓 개장한 무주리조트에서 아르바이트를 하던 중 우연히 스키를 접하게 되어 지도자 자격까지 취득, 재학 당시에는 스키 선수 겸 지도자로 활동했다. 하지만 1994년에 스키 지도자로 활동하던 중 왼쪽 무릎 십자 인대를 크게 다치며 수술대에 올랐고, 이 사고로 장애 5급 판정을 받아 스키 선수를 그만두었다. 그 때 그와 함께 연습 중이었던 사람들이 훗날 스키점프 선수로 잘 알려진 최흥철과 김현기였다.
스키를 그만두게 된 그는 루지라는 썰매 종목에 대해 알게 되었다.

## 국가대표

### 루지 국가대표
무릎 재활 치료를 받던 중 루지 종목을 알게 된 그는 1995년 대한체육회에서 실시한 루지 강습회에서 30명 중 2위를 기록하기도 했다. 1998년 동계 올림픽까지 루지를 연습했으며, 결국 생애 처음으로 올림픽에 출전했다. 루지 국가대표로 출전한 그는 31위를 기록했다.

### 오스트리아유학
올림픽이 끝난 후 1998년 9월 오스트리아 인스브루크 대학교로 유학을 떠났다. 하지만 그 때 다쳤던 무릎 인대를 또 다치는 바람에 2번째로 수술대에 올랐고, 그 사이 대한루지연맹에서는 그의 선수 자격을 박탈했다. 선수 생활이 끝났다고 생각한 그는 공부만 했지만 당시 지도교수의 소개로 마리오 구겐베르거라는 스켈레톤 선수를 만났는데, 구겐베르거가 스켈레톤 종목을 권유해서 루지에서 스켈레톤으로 전향했다. 오스트리아에 유학하게 되면서 독일어에 능통하게 됐다. 훗날 마리오의 아들인 마티아스 구겐베르거도 오스트리아 스켈레톤 국가대표로 2018년 동계 올림픽에 출전하였다.

### 스켈레톤국가대표
1999년 오스트리아 대학 선수권에서 스켈레톤 종목 1위를 차지했으나, 대한민국에는 아직 스켈레톤이 도입되지 않아 오스트리아 국가대표로 뛸 수밖에 없었다. 엄청난 노력 끝에 그는 2000년 대한민국에 스켈레톤을 도입했으며, 2002년 동계 올림픽에서 스켈레톤이 정식 종목으로 재진입하자 스켈레톤에 출전했다. 2003년 10월에는 봅슬레이-스켈레톤 팀을 창단하기에 이르게 된다. 등록된 선수가 그를 포함하여 2명에 불과했지만, 2002년 동계 올림픽과 2006년 동계 올림픽에 스켈레톤 국가대표팀으로 출전하게 되었다. 2002년 대회에서는 20위를 기록했으며 2006년 동계 올림픽에서는 23위를 기록했다.
2006년 동계 올림픽이 끝난 후 그 해 8월 11일 2세 연하의 연합뉴스 기자인 현윤경 씨와 결혼했다.

### 봅슬레이 국가대표
토리노 동계 올림픽이 끝난 후 스켈레톤을 내려놓고 봅슬레이로 썰매 종목을 또 다시 바꿨다. 여전히 열악했던 봅슬레이의 유지보수 여건 속에서도 밴쿠버 동계 올림픽에 도전한 그는 봅슬레이 파일럿을 맡아 2009년 12월 21일 봅슬레이 4인승 종목 출전을 확정지었으며, 2010년 1월 18일에는 봅슬레이 2인승 종목 또한 출전을 확정지었다. 하지만 봅슬레이 2인승은 출전권 배정에서 다시 밀려 출전권을 상실해 4인승만 출전했으며, 봅슬레이 4인승에서 결선에 올라 최종 19위를 기록하여 선전했다. 봅슬레이 2인승은 남자부와 여자부 모두 2014년 동계 올림픽에서 정식 출전권을 획득하여 모두 18위를 기록한다.
밴쿠버 동계 올림픽이 끝난 후 현역 은퇴를 선언했다. 이후 평창군에 새로 지어진 썰매 스타트 전용 훈련장에서 동년 8월에 열린 국가대표 선발전을 통해 새로운 봅슬레이 파일럿을 맡게 된 선수가 바로 원윤종이다.

## FIBT 부회장 당선
밴쿠버 동계 올림픽이 끝난 후 선수 생활을 마감한 그는 2010년 9월 12일 레이크플래시드에서 열린 국제 봅슬레이 스켈레톤 연맹 총회에서 실시한 선거에서 유효 투표 수 43표 중 27표를 받아 미국의 리스턴 보켓(Liston Bochette)을 꺾고 연맹 집행부 중 하나인 '국제관계 부회장'으로 선출되었다. 행정가로 나서게 된 그는 봅슬레이 국가대표팀 감독을 이용에게 넘겼다.

## 교수 임용
2012년 3월 한국체육대학교의 교수로 초빙되었고, 같은 해 9월 한국체육대학교에 정식으로 임용됐다. 한국체육대학교의 썰매부(루지·스켈레톤·봅슬레이) 창단과 함께 감독을 겸임하고 있다. 그가 지도한 선수들 중 2013학번으로 입학한 윤성빈이 두각을 드러내어, 대륙간컵 스켈레톤 대회에서 우승을 차지 하고 2014년 동계 올림픽에 참가하여 16위에 올라 2002년 솔트레이크시티 대회에서 그가 세운 스켈레톤 기록을 경신하게 된다. 그리고 윤성빈은 2015-2016 스켈레톤 월드컵 7차 대회에서 대한민국 선수로는 처음으로 스켈레톤 월드컵 우승을 차지했다. 윤성빈은 2018년 동계 올림픽 금메달로 대한민국 및 아시아 선수 최초의 썰매종목 올림픽 금메달이라는 대 기록을 세웠다. 그리고 봅슬레이 4인승도 2018년 동계 올림픽 은메달을 획득하며 이 역시 아시아 국가 최초의 올림픽 봅슬레이 메달이라는 기록을 세우는 등, 그의 노력이 빛을 발했다.
2014년경에 봅슬레이 지원금을 횡령하고 선수들에게 강제 노역을 시켰다는 의혹을 받아 검찰 조사를 받기도 했으나, 2년 여의 조사 끝에 2016년 1월에 기소유예 처분을 받았다.
2018년 동계 올림픽에는 2009년에 무한도전 봅슬레이 특집으로 인연을 맺은 MBC의 썰매종목 해설위원으로 마이크를 잡았다.